# Personal Shopper
Pour plus de détails, voir Fiche technique et Distribution.
Personal Shopper est un thriller psychologique fantastique français écrit et réalisé par Olivier Assayas sorti en 2016.
Le film suit Maureen qui est une jeune Américaine vivant à Paris et gagnant sa vie comme « personal shopper » pour une célébrité. Comme son frère jumeau aujourd'hui disparu, elle possède une capacité aiguë à communiquer avec les esprits.

## Synopsis
Maureen Cartwright travaille à Paris comme « personal shopper » à Paris pour Kyra, un mannequin.
Maureen attend que son frère jumeau, Lewis, récemment décédé d’une malformation cardiaque, remplisse leur serment commun d’envoyer un signal de l’au-delà. Maureen passe la nuit dans l'ancienne maison de Lewis dans l’espoir de recevoir un signe et rencontre brièvement une présence spirituelle. La petite amie de Lewis, Lara, va avec Maureen rencontrer un couple qui connaissait autrefois Lewis et qui est intéressé par l’achat de la maison. L’épouse mentionne l’artiste Hilma af Klint, dont les peintures lui auraient été inspirées par des messages venus de l'au-delà. Plus tard, Maureen discute par vidéo avec son ami, Gary, un entrepreneur à Mascate, la capitale du sultanat d'Oman, qui l’encourage à venir chez lui, ce qu’elle refuse.
Le lendemain, à l’appartement de Kyra, Maureen rencontre Ingo, rédacteur en chef d’un magazine et amant de Kyra. Ingo commente que Kyra envisage de rompre avec lui de peur que son mari ne découvre leur relation. Plus tard, Maureen retourne chez Lewis et est dérangée par les robinets de la salle de bain qui s’ouvrent. Après avoir inspecté la maison, Maureen découvre que ses dessins ont été déchirés et qu’elle est terrorisée par un spectre féminin maléfique.
Maureen commence à recevoir des SMS d’un expéditeur inconnu qu’elle soupçonne initialement d’être Lewis. Le messager l’encourage à se livrer à des désirs interdits, comme porter les vêtements de Kyra. Maureen se rend à l'appartement de Kyra pour porter ses vêtements et finit par s'endormir dans son lit. Une fois réveillée la lendemain matin par le même spectre féminin aperçu chez Lewis, elle retourne voir  Lara pour lui dire qu’il n’y a plus de présence surnaturelle dans la maison.
L’énigmatique messager laisse à Maureen un message l'invitant à se rendre dans un hôtel où elle reçoit une clef pour se rendre dans l’une des chambres. Ayant enfilant l’une des robes Kyra, Maureen se rend à l’hôtel pour trouver une chambre vide. Elle tente d’enquêter sur l’identité du texteur en se renseignant à la réception, pour découvrir que la chambre était prépayée en espèces sous son nom.
Maureen dépose les bijoux de Kyra à l’appartement et ouvre prudemment la porte de la chambre de Kyra pour trouver son cadavre nu sur le sol de la salle de bain. Effrayée par d'étranges bruits venant du fond de l'appartement, Maureen s’enfuit à moto, avant de se ressaisir d'appeler la police.
Arrivé au poste de police pour être entendue, elle est interrogée sur sa relation avec Kyra. Elle est finalement libérée et ignore le texteur, qui exige de savoir si elle a révélé leurs conversations à la police. De retour dans son propre appartement, Maureen téléphone à Gary pour accepter son offre de séjour à Mascate. Maureen découvre qu’elle a les bijoux dans son appartement, bien qu’elle ait dit à la police qu’elle les avait laissés chez Kyra. Le texteur exige que Maureen retourne dans la chambre d’hôtel, où elle procède avec les bijoux. Dans l’hôtel, Maureen semble reconnaître la personne clandestine entrant dans la chambre. Les ascenseurs et les portes de l’hôtel s’ouvrent et se ferment ensuite pour une entité invisible. Par la suite, Ingo est montré en train de quitter l’hôtel et est appréhendé par deux policiers.
Finalement, il avoue avoir assassiné Kyra.
Rencontrant Lara dans un restaurant, Maureen demande à rester avec elle avant de rejoindre Gary à Oman. Le lendemain matin, Maureen rencontre Erwin, le nouvel amant de Lara et l’ami de Lewis. Il part travailler, et alors que Maureen est assise seule dans le jardin, on peut voir une silhouette dans la cuisine tenant un verre. La silhouette disparaît et le verre lévite brièvement avant de se briser sur le sol.
Maureen s’envole pour Oman pour rester avec Gary dans les montagnes. Lors de sa retraite, Maureen entend un bruit et trouve un verre flottant dans l’air ; il tombe et se brise. Elle interroge l’entité, qui répond de manière frustrante à ses questions d’un seul coup. Frappée par l’émotion, Maureen demande à plusieurs reprises : « Lewis, est-ce toi ? », pendant le silence avant de finalement demander : « Ou est-ce juste moi ? », et reçoit un bruit sourd (voulant dire oui).

## Fiche technique
- Titre original : Personal Shopper
- Réalisation et scénario : Olivier Assayas
- Musique : Sebastien Pan
- Décors : François-Renaud Labarthe
- Costumes : Jürgen Doering
- Photographie : Yorick Le Saux
- Son : Nicolas Moreau[3], Olivier Goinard
- Montage : Marion Monnier
- Production : Charles Gillibert
- Sociétés de production : CG Cinéma et Les Films du losange
- Sociétés de distribution : Les Films du losange
- Budget : 5 920 000 euros[4]
- Pays de production :  France
- Langue originale : anglais
- Format : couleur - 35 mm
- Genre :   fantastique, thriller
- Durée : 105 minutes
- Dates de sortie :
  - France : mai 2016 (Festival de Cannes 2016) ; 14 décembre 2016 (sortie nationale)
  - Belgique : 19 octobre 2016
  - États-Unis : 10 mars 2017
- Certification :
  - France : tous publics avec avertissement
  - États-Unis : R ; les moins de 17 ans doivent être accompagnés

## Distribution
- Kristen Stewart (VF : Clara Ponsot) : Maureen Cartwright[1]
- Sigrid Bouaziz (VF : elle-même) : Lara
- Lars Eidinger (VF : Éric Caravaca) : Ingo
- Nora Waldstätten (VF : Marlène Goulard) : Kyra
- Ty Olwin (VF : Matthieu Sampeur) : Gary
- Anders Danielsen Lie (VF : Benjamin Bellecour) : Erwin
- Audrey Bonnet : Cassandre
- Aurélia Petit : Rose
- Pascal Rambert : Jérôme
- Benjamin Biolay : Victor Hugo
- Hammou Graïa (VF : lui-même) : policier
- Benoît Peverelli : photographe

## Analyse
Dans le film, sont référencés la peinture de Hilma af Klint ainsi que les expériences de spiritismes de Victor Hugo.[réf. nécessaire]

## Accueil

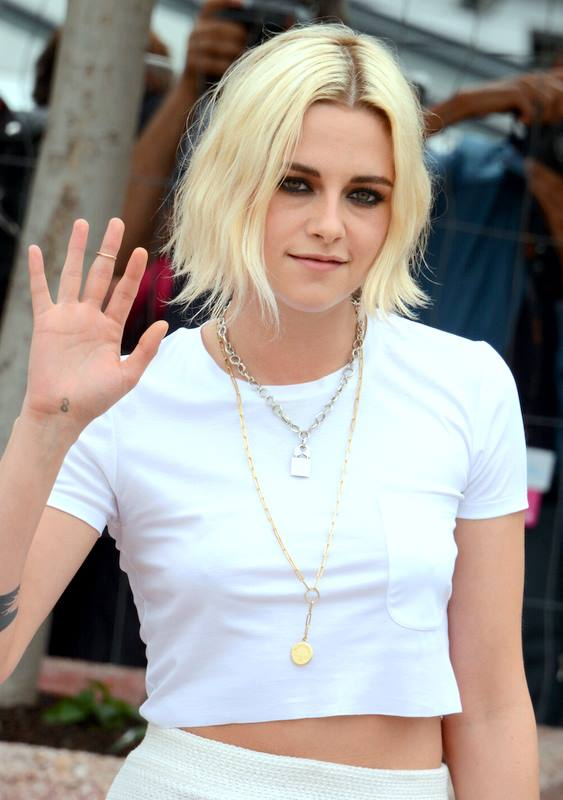
L'actrice principale Kristen Stewart pour la présentation du film au Festival de Cannes 2016.

### Accueil critique
L'accueil critique est mitigé : le site Allociné recense une moyenne des critiques presse de 3,1/5 et des critiques spectateurs à 2,6/5.
Pour Louis Guichard de Télérama, « le nouvel Assayas a pourtant l'audace de flirter avec des genres (horrifique, fantastique…) que le cinéma d'auteur majoritaire évite prudemment. [...] Personal Shopper opère, en fait, une synthèse de tous les registres d'Olivier Assayas, du fantastique d'Irma Vep à la méditation sur la transmission de L'Heure d'été. C'est un film à la fois érudit (on y croise une pionnière de l'art abstrait, Hilma af Klint) et irrationnel : fantômes et messages d'outre-tombe envahissent la solitude de l'héroïne. [...] Souvent haletant et fascinant, Personal Shopper est un film dont les élans peuvent hélas retomber. ».
Pour Serge Kaganski des Inrockuptibles, Personal Shopper est « à demi raté ou réussi, mais ne méritait pas les huées qui ont ponctué la projo de presse réservant à ce film le pire accueil depuis le début du festival. Il semblerait que la majorité des critiques veulent des grands sujets, des histoires parfaitement bouclées, ou des chefs-d'œuvre parfaits (mais c'est quoi exactement, la pré-définition d’un chef-d'œuvre ?) et n'acceptent plus de films fondés uniquement sur des fantasmes, de la projection et du fétichisme, qui sont pourtant l’essence du cinéma. ».

### Box-office
Le film s'est très bien vendu à l'international puisque plus de 50 pays l'ont acheté.
En France, il a généré 90 741 entrées

## Distinctions
- Festival de Cannes 2016 : Prix de la mise en scène[1]